# Магама
Магама (фр. Maghama) — небольшой город на юге Мавритании, на территории области Горголь. Административный центр одноимённого департамента.

## Географическое положение
Город находится в южной части области, к востоку от реки Сенегал, вблизи границы с Сенегалом, на расстоянии приблизительно 430 километров к юго-востоку от столицы страны Нуакшота. Абсолютная высота — 20 метров над уровнем моря.

## Население
По оценочным данным 2013 года численность населения города составляла 6 027 человек.
Динамика численности населения города по годам:
| 1997  | 1998  | 2013  |
| ----- | ----- | ----- |
| 4 894 | 4 909 | 6 027 |

## Транспорт
Ближайший аэропорт расположен в городе Матам (Сенегал).